# Мечеть Шита-бей
Мечеть Шита-Бей (англ. Shitta-Bey Mosque) — одна з найстаріших мечетей в Нігерії, відома як Турецька мечеть (англ. Turkish Mosque) - мечеть в місті Лагос в Нігерії. Мечеть отримала свою назву на честь її засновника, нігерійця із Сьєрра-Леоне, Мохаммеда Шітта-бея.

## Історія
Будівництво почалося в 1891 і фінансувалося бізнесменом та філантропом Мохаммедом Шітта-беєм. Будівництво проходило під керівництвом бразильського архітектора Жуана Батишта да Кошта. Будівля збудована в афро-бразильському архітектурному стилі, урочисто відкрита 4 липня 1894. На церемонії відкриття були присутні король Оба Оєкан I, губернатор Лагоса Гілберт Картер, Едвард Вілмот Блайден, Абдулла Квілліам, який представляв султана Османської імперії Абдул Хамід II), а також відомі жителі Лагоса, такі як Джеймс Пінсон, такі як Джеймс Пінсон Блейз та іноземні представники. Під час відкриття мечеті від імені Абдули Хаміда II Мухаммед Шітта був удостоєний титулу «бей», а також нагороджений османським орденом Меджида 3-го класу (вищий клас для цивільних осіб). Після цього Мухаммед Шітта став відомий під ім'ям Шітта-бей.

## Опис
Розташована на вулиці Мартінша Ереко на острів Лагос в місті Лагос. У будівлі розташовано релігійний навчальний центр. Мечеть, яка вважалася однією з найважливіших історичних пам'яток Нігерії, була оголошена в 2013 Нігерійською комісією з музеїв та пам'ятників національною пам'яткою.